# Traipu
Traipu é um município brasileiro do estado de Alagoas. Sua população, conforme estimativas do IBGE de 2021, era de 27 934 habitantes.

## Topônimo
Região de concentração indígena, a palavra Traipu é de origem tupi, como mostra o especialista Teodoro Sampaio em seu abalizado dicionário. É uma corruptela de “ytira ypu”, que quer dizer “fonte de morro” ou “olho d'água do monte”. Em seus primórdios, durante o século XVII, era um morgado estabelecido na região pelo mestre de campo e grande proprietário de terras Pedro Gomes. Este deixou para seus descendentes seus bens vinculados, inclusive o nascente povoado que recebera o nome de Porto da Folha. Em 1870, mudou a denominação para Traipu, empregada pelos índios da região.

## História

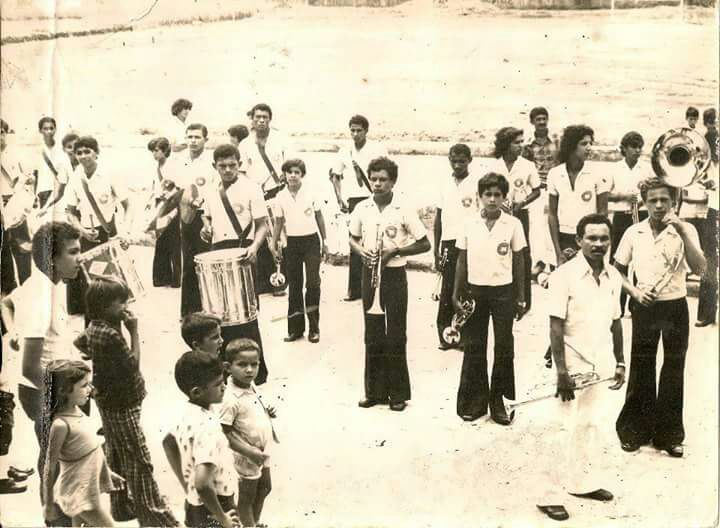
Banda de Música Instrumental de Traipu

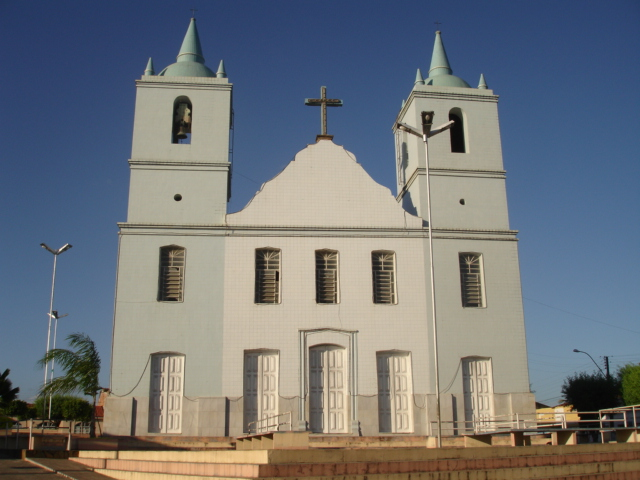
Igreja de Nossa Senhora do Ó, em Traipu

Está assentada sobre uma pequena colina às margens do São Francisco, distante 14 léguas de cidade de Penedo, centro dinâmico de toda a região. Tomás Espíndola registra em 1871, em sua obra Geografia Alagoana, que a localidade se situava entre a Lagoa do Carlo e a Lagoa da Igreja, defronte à grande Serra da Tabanga, que é lavada em sua base pelo rio e que, para os nativos, marca o início do sertão. Foi elevada à categoria de vila com o nome de Porto da Folha por intermédio da Lei n°19 de abril de 1835, recebendo o nome atual, tanto a freguesia quanto o município, em 30 de abril de 1870.

## Figuras ilustres
- Traipuenses notórios

## Administração

### Prefeitura Municipal
A prefeitura de Traipu é administrada por Lucas Santos (MDB).

### Câmara municipal
A Câmara Municipal de Traipu recebe o nome do Vereador Américo Pereira Dias e foi construída na gestão do prefeito Edmar Lima Dias. Conta com 11 vereadores.